# 喀拉拉立法议会
喀拉拉立法议会（英語：Kerala Legislative Assembly）是印度喀拉拉邦的立法机关，邦议会通常由140名普选议员组成。本届邦议会由140名普选议员以及1名由英印共同体总督委任的议员组成。

## 历史
1888年，特拉凡哥尔的皇家土邦成立立法会议，该地方议会是英属印度以外南亚次大陆首个地方议会。1904年10月1日，由于当地精英积极参加政治活动，当地地主和商人阶层组建的特拉凡哥尔Sree Moolam人民大会成立，并进入当届议会。该组织目的是使人们有机会一方面向政府提出他们的要求、愿望以及不满，另一方面使政府的政策和措施更加完善。
尽管受欢迎的议会中有纳税人的代表，但它最终成为地方议会的一部分。政治意识和人民煽动性是积极的，当局被迫将人民代表包括在地方议会中。1905年5月1日，颁布了一项条例，赋予进入地方议会的民选议员特权。地方议会的100名议员中，77名被选举和23名被提名，任期1年。投票权授予了每年缴纳土地税、毕业于大学并拥有至少10年的工作经验并在塔卢克居住的选民。随着人民代表的成员逐年增加，并最终在1921年选出的代表取得地方议会多数派。那时的议会有50名成员，其中28人未民选，其余为提名。
1949年，印度独立后，特拉凡哥爾–科欽邦议会成立，首届邦议会由178名议员组成。
1956年，喀拉拉邦成立，第一届议会选举于1957年2月至3月举行。喀拉拉邦第一届议会于1957年4月5日成立。议会由127名议员组成，其中包括被委任的成员。
当前的划界委员会于2010年重申席位总数为140个。

## 议会建筑

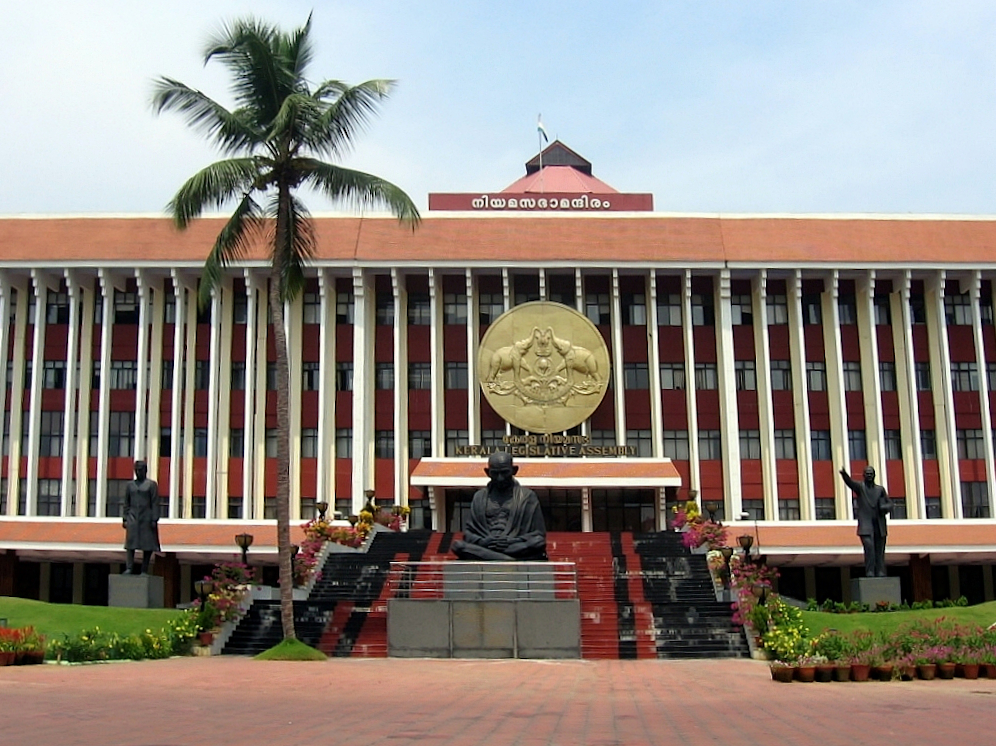
The Kerala Legislative Assembly in Thiruvananthapuram

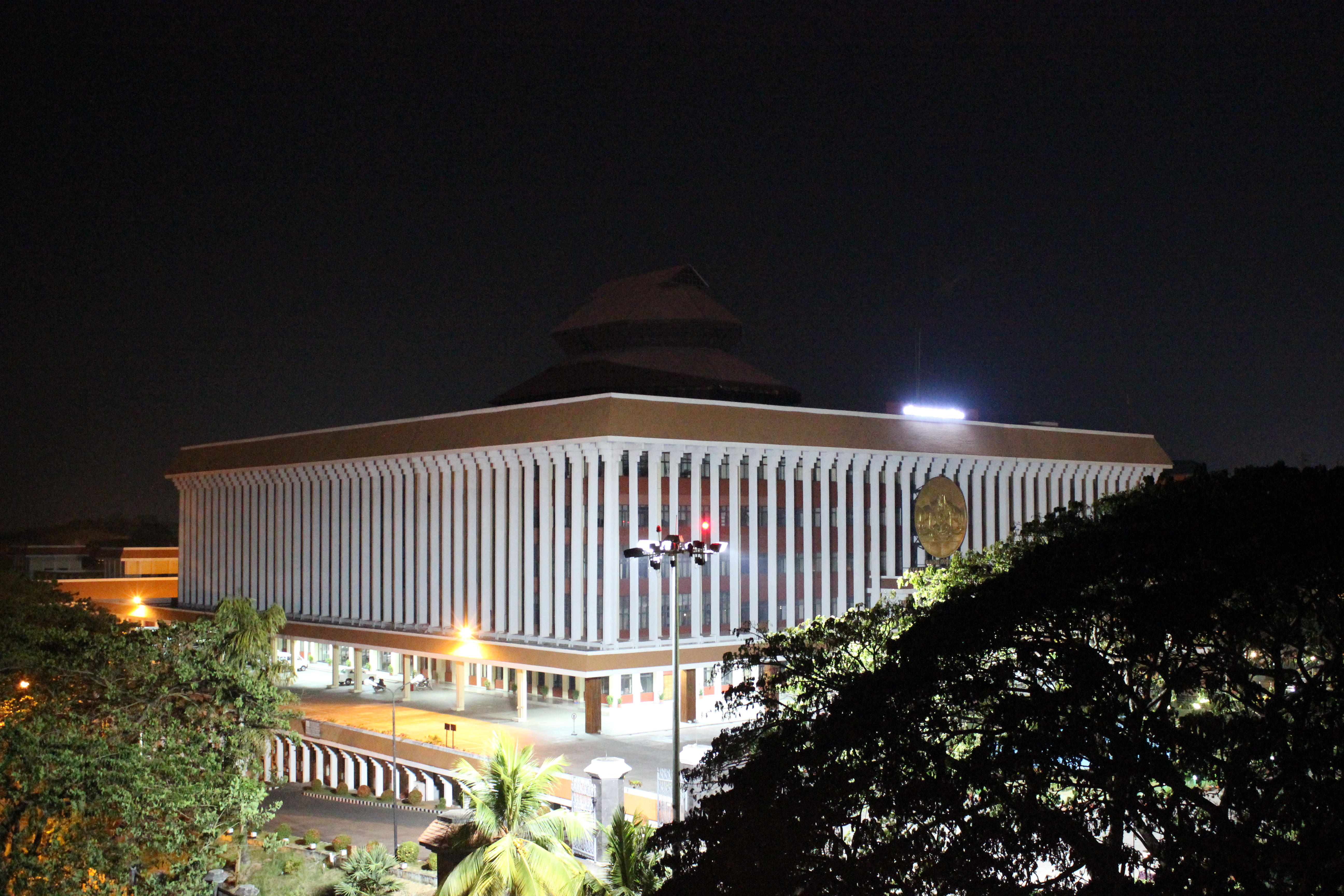
Kerala State Legislative Assembly or the Niyamasabha at night

邦议会位于新立法机构大楼内。 这个五层楼的综合大楼是印度最大的综合大楼之一。 中央大厅被描述为最典雅和雄伟的大厅，装饰有柚木-玫瑰木镶板。 较旧的邦议会位于邦秘书处大楼内，在1998年5月22日启用新大楼（K. R. Narayanan）之后，该大楼改建为立法机关博物馆。